# Родригес, Франсиско (боксёр)
Франси́ско Анто́нио Родри́гес Бри́то (исп. Francisco Antonio Rodríguez Brito; 20 сентября 1945, Кумана — 23 апреля 2024) — венесуэльский боксёр наилегчайших весовых категорий, выступал за сборную Венесуэлы в конце 1960-х — начале 1970-х годов. Чемпион летних Олимпийских игр в Мехико, двукратный чемпион Панамериканских игр, победитель многих международных турниров и национальных первенств. Первый и до 2012 года единственный олимпийский чемпион в истории Венесуэлы.

## Биография
Франсиско Родригес родился 20 сентября 1945 года в городе Кумана, штат Сукре. Рос в бедной многодетной семье из четырнадцати человек, по этой причине не получил никакого образования, не научился даже читать и писать. Воспитывался матерью-одиночкой, поскольку отец ушёл из дома до его рождения (именно поэтому на соревнованиях пользовался материнской фамилией Родригес вместо отцовской Брито). Активно заниматься боксом начал в возрасте одиннадцати лет в местном боксёрском зале, затем переехал в Каракас, где проходил подготовку под руководством тренеров Педро Акосты и Эли Монтеса. Первого серьёзного успеха на ринге добился в 1967 году, когда, боксируя в наилегчайшем весе, завоевал золотую медаль на Панамериканских играх в Виннипеге. Благодаря череде удачных выступлений удостоился права защищать честь страны на летних Олимпийских играх 1968 года в Мехико — одолел здесь всех своих соперников, в том числе американца Харлана Марбли и корейца Чи Ёнджу в полуфинале и финале соответственно.
Получив золотую олимпийскую медаль (первую в истории Венесуэлы), Родригес ещё довольно долго оставался в основном составе национальной сборной, принимая участие во всех крупнейших международных турнирах. Так, в 1971 году он побывал на Панамериканских играх в Кали, откуда привёз ещё одну награду золотого достоинства. Затем прошёл квалификацию на Олимпийские игры 1972 года в Мюнхен, однако повторить предыдущий успех уже не смог, в первом своём матче на турнире потерпел поражение от австралийца Денниса Толбота и выбыл из дальнейшей борьбы за медали. Вскоре после этой неудачи решил попробовать себя среди профессионалов и покинул сборную.
Родригес подписал контракт с промоутерской компанией и провёл один профессиональный бой, однако его мать была настолько поражена жестокостью происходящего, что на этом ему пришлось завершить карьеру. В 1988 году Франсиско Родригес был включён в Венесуэльский зал спортивной славы, а в Кумане открылась школа бокса его имени. Женат (жена научила его читать и писать), вырастил шестерых детей.
Умер 23 апреля 2024 года в Каракасе в возрасте 78 лет.